# Papa Fabian
Sfântul Fabian (n. 200 d.Hr., Roma, Imperiul Roman – d. 20 ianuarie 250 d.Hr., Roma, Imperiul Roman) a fost papă al Romei în perioada 10 ianuarie 236 - 20 ianuarie 250, ucis în timpul persecuției comandate de împăratul Decius.

## Alegerea
A fost ales în anul 236 episcop al Bisericii din Roma, urmând după Papa Anteriu. Eusebiu de Cezareea (Hist. Eccl., VI, 29) istorisește împrejurările extraordinare ale alegerii lui ca Papă - în timpul alegerilor, când în discuție erau nume ale unor personalități importante, pe capul lui Fabian s-a oprit un porumbel. Cei adunați și-au amintit de scena din Evanghelie în care, după Botezul în Iordan, asupra lui Christos a coborât Duhul Sfânt în chip de porumbel (cf. Evanghelia după Matei 3:16) și l-au ales, în unanimitate, pe Fabian pe tronul lui Petru.

## Activitatea
A consacrat mai mulți episcopi trimiși misionari în Galia, printre care și pe Sfântul Dionisie, primul episcop al Parisului (în franceză Saint Denis).
În vremea lui Biserica Romei a început să țină evidențe exacte despre martiri. Papa Fabian ar fi instituit subdiaconii, care, împreună cu niște notari, să strângă mărturii și documente de la procesele martirilor. Roman de origine, a fost un papă important în evoluția episcopatului monarhic - sub pontificatul său rolul episcopului Romei s-a precizat și a dobândit o importanță accentuată. Lui i s-a adresat Origene cu o scrisoare pentru a apăra ortodoxia credinței sale. Tot de pontificatul lui se leagă și reorganizarea clerului roman în șapte districte ecleziastice, fiecare dintre ele conduse de un diacon ajutat de un subdiacon și de șase asistenți.

## Relațiile cu puterea imperială
A dispus mărirea catacombelor Sfântului Calixt, unde i-a și îngropat pe sfinții Ponțian și Hippolyt din Sardinia, fapt care dovedește raporturile sale bune cu autoritățile imperiale, de competența cărora ținea înmormântarea condamnaților la deportare. Cei doi împărați Gordian al III-lea și Filip Arabul au sistat persecuțiile creștinilor, pe care le-a reluat cu și mai multă îndârjire noul împărat, Decius. A fost arestat din porunca lui Decius și a murit în închisoare ca martir. A fost înmormântat în Catacomba Sfântului Calixt.

## Decesul
A fost înmormântat în cripta papilor din catacombele sf. Calixt, unde în 1854 a fost descoperită lespedea mormântului său. Totuși trupul său neînsuflețit n-a rămas în aceste catacombe ci a fost mutat în San Sebastiano, unde în 1915 a fost găsit sarcofagul cu numele lui.

## Sărbători
Papa Fabian este sărbătorit în calendarul latin pe 20 ianuarie, iar în cel bizantin pe 5 august.